# Districtul Central, Botswana
Districtul Central este o unitate administrativă de gradul I  a Botswanei. Reședința sa este localitatea Serowe.